# 九國志
《九国志》，共五十一卷，北宋文人路振編撰紀傳體的国别体史書。
《九国志》原书为宋朝路振所撰，共四十九卷，寫五代十國时南方的吴、南唐、吴越、前蜀、后蜀、东汉（即北汉）、南汉、闽、楚九国之事蹟，君王传记为世家、臣子传记为列传。書未成而卒。路振之孙路纶补撰荆南高氏。治平元年上之於朝，诏付史馆。后又有张唐英补撰《北楚》二卷，加上原书共为五十一卷，仍用“九国志”之名。
原書久佚，清人邵晋涵在《永乐大典》中辑出此书，并据以校勘《旧五代史》等书。乾隆四十年冬天，邵氏离馆南还，将辑本留与孔继涵。隔年孔氏委請周梦棠对辑本作整理，重编为十二卷、列传一百三十六篇，并在卷首补撰世家。缪荃孙撰有《九国志校记》一卷，收入《艺风堂读书志》，又有《九国志逸文》一卷，收佚文一百十三条。